# Hogna inhambania
Hogna inhambania là một loài nhện trong họ Lycosidae.
Loài này thuộc chi Hogna. Hogna inhambania được Carl Friedrich Roewer miêu tả năm 1955.